# Northeast Conference (pallavolo femminile)
La Northeast Conference è una delle 32 conference di pallavolo femminile affiliate alla NCAA Division I, la squadra vincitrice accede di diritto al torneo NCAA.

## Membri

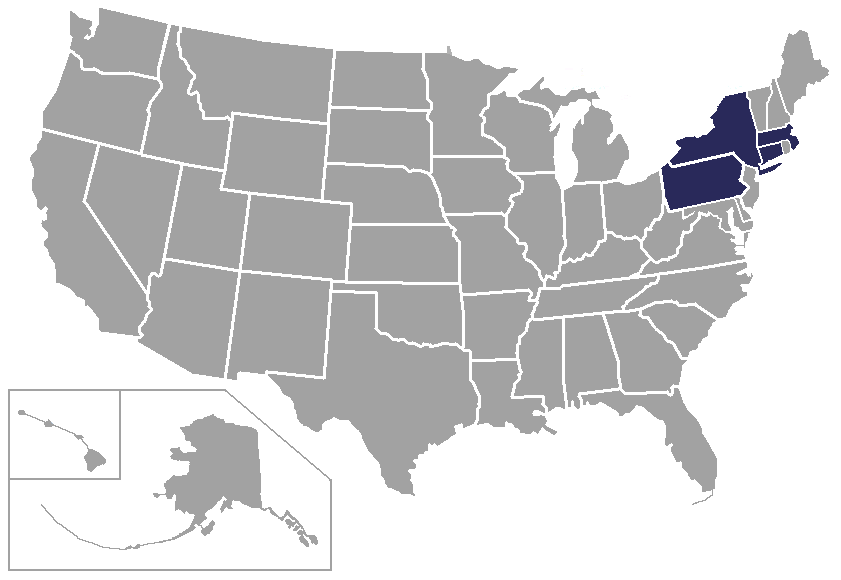

| Squadra                   | Sede        | Stato         | Fondazione | Soprannome  | Affiliazione |
| ------------------------- | ----------- | ------------- | ---------- | ----------- | ------------ |
| Central Connecticut State | New Britain | Connecticut   | 1986       | Blue Devils | 1998         |
| Chicago State             | Chicago     | Illinois      | 1993       | Cougars     | 2024         |
| Fairleigh Dickinson       | Teaneck     | New Jersey    | 1975       | Knights     | 1987         |
| Le Moyne                  | Syracuse    | New York      | 1977       | Dolphins    | 2023         |
| Long Island               | Brooklyn    | New York      | 1993       | Sharks      | 1993         |
| Mercyhurst                | Erie        | Pennsylvania  | 1971       | Lakers      | 2024         |
| New Haven                 | West Haven  | Connecticut   | 1976       | Chargers    | 2025         |
| Saint Francis             | Loretto     | Pennsylvania  | 1984       | Red Flash   | 1987         |
| Stonehill                 | Easton      | Massachusetts | 1981       | Skyhawks    | 2022         |

### Ex membri
| Squadra             | Ingresso | Uscita |
| ------------------- | -------- | ------ |
| Loyola Maryland     | 1987     | 1988   |
| Marist              | 1987     | 1996   |
| Robert Morris       | 1987     | 2019   |
| St. Francis         | 1987     | 2022   |
| Rider               | 1992     | 1996   |
| Wagner              | 1992     | 2007   |
| UM Baltimore County | 1998     | 2002   |
| Quinnipiac          | 1998     | 2012   |
| Bryant              | 2008     | 2021   |
| Merrimack           | 2019     | 2023   |
| Sacred Heart        | 1999     | 2023   |

## Arene
| Squadra                   | Arena                        | Capacità |
| ------------------------- | ---------------------------- | -------- |
| Central Connecticut State | William H. Detrick Gymnasium | 2 654    |
| Chicago State             | Jacoby Dickens Center        | 2 500    |
| Fairleigh Dickinson       | Rothman Center               | 1 852    |
| Le Moyne                  | Ted Grant Court              | 2 500    |
| Long Island               | Steinberg Wellness Center    | 2 500    |
| Mercyhurst                | Mercyhurst Athletic Center   | 1 100    |
| New Haven                 | Hazell Athletics Center      | 1 500    |
| Saint Francis             | DeGol Arena                  | 3 500    |
| Stonehill                 | Merkert Gymnasium            | 1 560    |

## Albo d'oro
| Anno          | Podio               | Podio                     | Podio         |
| Campione      | Seconda             | Terza                     |               |
| ------------- | ------------------- | ------------------------- | ------------- |
| 1987 Dettagli | Fairleigh Dickinson | Loyola Maryland           | -             |
| 1988 Dettagli | Fairleigh Dickinson | Loyola Maryland           | -             |
| 1989 Dettagli | Fairleigh Dickinson | Saint Francis             | -             |
| 1990-91       | Non disputato       | Non disputato             | Non disputato |
| 1992 Dettagli | Robert Morris       | Rider                     | -             |
| 1993 Dettagli | Robert Morris       | Saint Francis             | -             |
| 1994 Dettagli | Rider               | Robert Morris             | -             |
| 1995 Dettagli | Rider               | Saint Francis             | -             |
| 1996 Dettagli | Rider               | Fairleigh Dickinson       | -             |
| 1997 Dettagli | Wagner              | St. Francis               | -             |
| 1998 Dettagli | UM Baltimore County | Fairleigh Dickinson       | -             |
| 1999 Dettagli | Robert Morris       | Saint Francis             | -             |
| 2000 Dettagli | Robert Morris       | UM Baltimore County       | -             |
| 2001 Dettagli | Robert Morris       | Central Connecticut State | -             |
| 2002 Dettagli | Robert Morris       | Long Island               | -             |
| 2003 Dettagli | Robert Morris       | Central Connecticut State | -             |
| 2004 Dettagli | Long Island         | Robert Morris             | -             |
| 2005 Dettagli | Long Island         | Robert Morris             | -             |
| 2006 Dettagli | Long Island         | Robert Morris             | -             |
| 2007 Dettagli | Long Island         | Robert Morris             | -             |
| 2008 Dettagli | Long Island         | Saint Francis             | -             |
| 2009 Dettagli | Long Island         | Sacred Heart              | -             |
| 2010 Dettagli | Sacred Heart        | Robert Morris             | -             |
| 2011 Dettagli | Sacred Heart        | Long Island               | -             |
| 2012 Dettagli | Long Island         | Central Connecticut State | -             |
| 2013 Dettagli | Long Island         | Central Connecticut State | -             |
| 2014 Dettagli | Long Island         | Robert Morris             | -             |
| 2015 Dettagli | Robert Morris       | Long Island               | -             |
| 2016 Dettagli | Long Island         | Sacred Heart              | -             |
| 2017 Dettagli | Long Island         | Central Connecticut State | -             |
| 2018 Dettagli | Bryant              | Sacred Heart              | -             |
| 2019 Dettagli | Sacred Heart        | Central Connecticut State | -             |
| 2020 Dettagli | Sacred Heart        | Long Island               | Bryant        |
| 2021 Dettagli | Sacred Heart        | Bryant                    | -             |
| 2022 Dettagli | Fairleigh Dickinson | Sacred Heart              | -             |
| 2023 Dettagli | Long Island         | Fairleigh Dickinson       | -             |
| 2024 Dettagli | Chicago State       | Fairleigh Dickinson       | -             |

## Palmarès
| Squadre             | Titoli | Stagioni                                                               |
| ------------------- | ------ | ---------------------------------------------------------------------- |
| Long Island         | 12     | 2004, 2005, 2006, 2007, 2008, 2009, 2012, 2013, 2014, 2016, 2017, 2023 |
| Robert Morris       | 8      | 1992, 1993, 1999, 2000, 2001, 2002, 2003, 2015                         |
| Sacred Heart        | 5      | 2010, 2011, 2019, 2020, 2021                                           |
| Fairleigh Dickinson | 4      | 1987, 1988, 1989, 2022                                                 |
| Rider               | 3      | 1994, 1995, 1996                                                       |
| Wagner              | 1      | 1997                                                                   |
| UM Baltimore County | 1      | 1998                                                                   |
| Bryant              | 1      | 2018                                                                   |
| Chicago State       | 1      | 2024                                                                   |